# Kathedrale von Zamora (Mexiko)

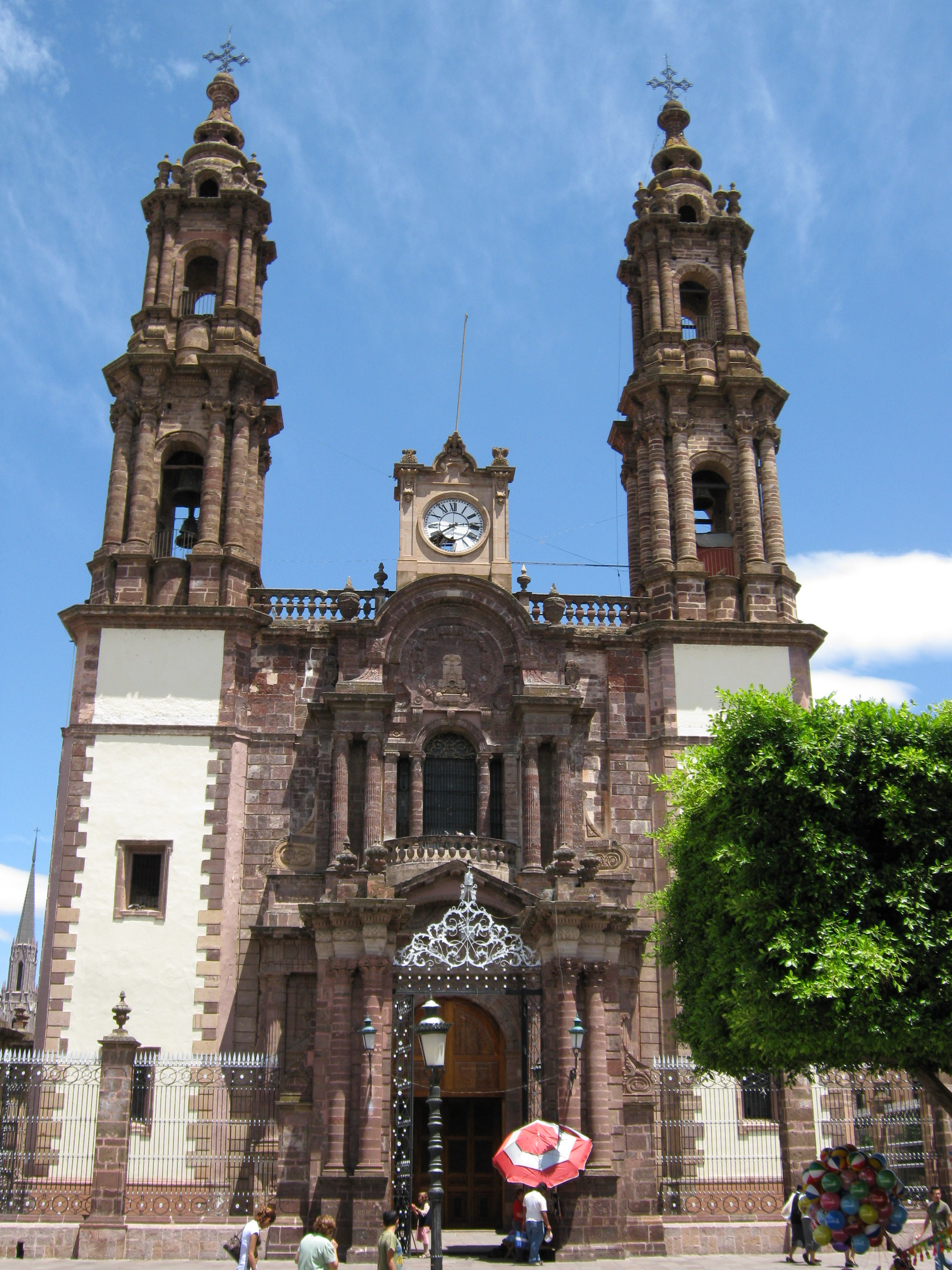
Kathedrale von Zamora

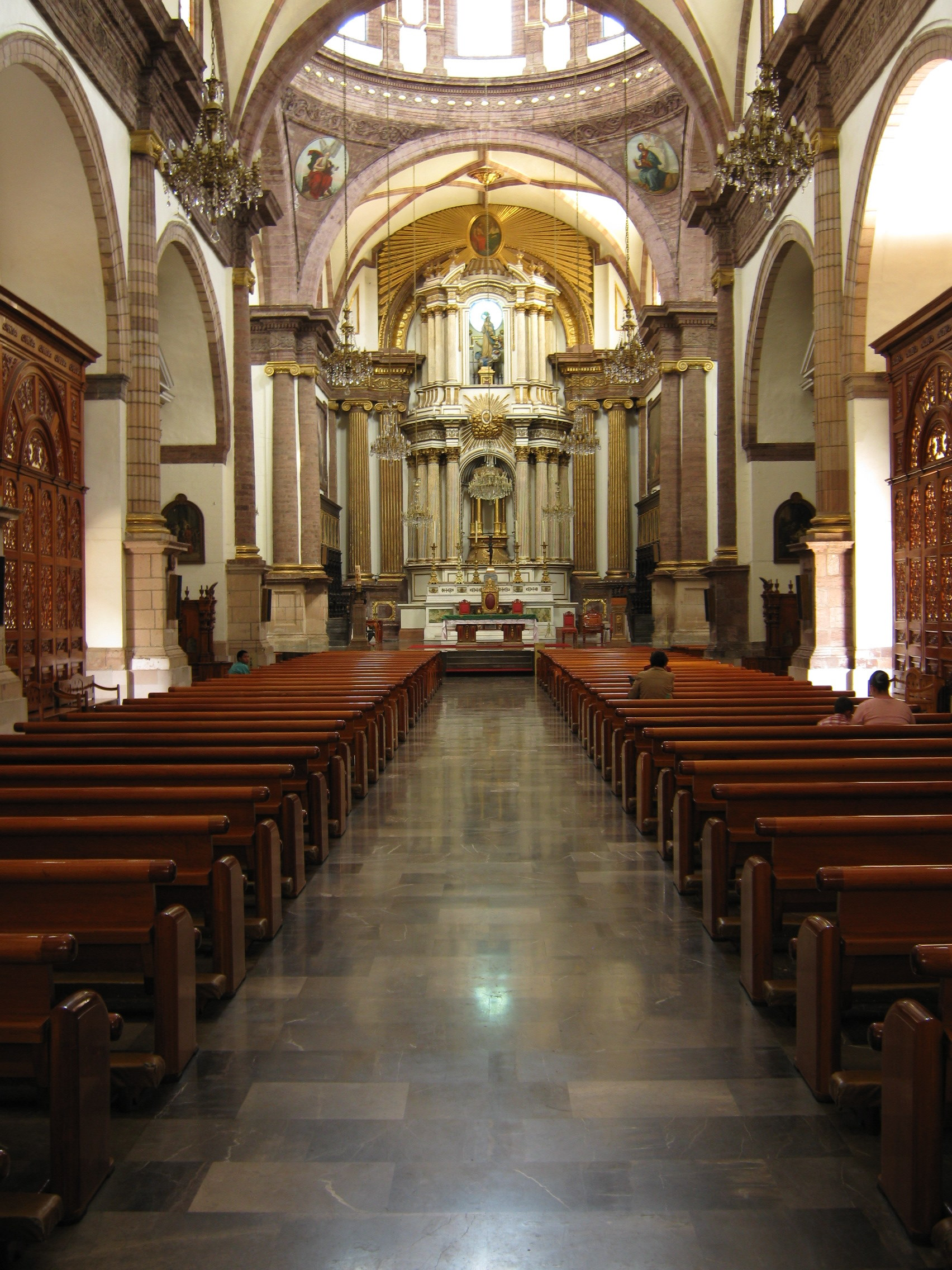
Inneres der Kirche

Die der Unbefleckten Empfängnis Mariens (spanisch Inmaculada Concepción) geweihte römisch-katholische Kathedrale von Zamora ist die Bischofskirche des Bistums Zamora mit Sitz in der Großstadt Zamora de Hidalgo im Nordwesten des mexikanischen Bundesstaats Michoacán.

## Lage
Die Kathedrale liegt an der Plaza de Armas im ca. 1570 m hoch gelegenen Zentrum der etwa 420 km (Fahrtstrecke) westlich der mexikanischen Hauptstadt gelegenen Stadt.

## Geschichte
Ein Vorgängerbau der Stadtpfarrkirche befand sich um das Jahr 1830 in einem derart beklagenswerten Zustand, dass beim Bischof von Morelia ein Neubau beantragt wurde. Die Planung lag zunächst in den Händen des Architekten Eduardo Tresguerras, der jedoch bereits wenige Jahre später verstarb. Sein Schüler Nicolás Luna übernahm im Jahr 1838 die Planung und anschließend die Bauleitung der Kirche. Der Grundstein des Neubaus wurde im Jahr 1840 gelegt; die Fertigstellung der beiden Glockentürme erfolgte im Jahr 1879 überwiegend in Stilformen des klassizistischen Barock.
Zwischenzeitlich war im Jahr 1863 das Bistum Zamora von Papst Pius IX. gegründet worden und der noch nicht fertiggestellte, aber bereits nutzbare Bau wurde in den Rang einer Kathedrale erhoben. Kurz nach der Fertigstellung zeigten sich bereits erste Bauschäden, die im Wesentlichen auf den zuletzt verwendeten Mörtel zurückgeführt werden konnten.

## Architektur
Die leicht vorspringende Portalzone und die beiden Glockentürme zeigen überwiegend barocke Formen. Im einschiffigen, aber mit Seitenkapellen versehenen Inneren dominieren klassizistische Formen. Die von einem auf Pendentifs ruhenden Tambour erhöhte Vierungskuppel schließt mit einer Laterne nach oben ab.

## Nachbarkirche
Etwa 500 m östlich der Kathedrale steht das größere und mit zwei ca. 107 m deutlich höhere, in neugotischem Stil erbaute Santuario de Nuestra Señora de Guadalupe, welches zuweilen ebenfalls als „Kathedrale“ tituliert wird.